# Idol Showdown
Idol Showdown é um jogo de luta independente feito por fãs, desenvolvido pela Besto Game Studio e publicado pela Besto Games, lançado exclusivamente para Windows em 5 de maio de 2023. O jogo envolve os VTubers da Hololive Production, feito com um estilo gráfico em pixel art.
O projeto ficou em desnvolvimento por cerca de dois anos e inicialmente possui oito personagens jogáveis.